# Hanser Alberto
Hanser Joel Alberto Peña (né le 17 octobre 1992 à San Francisco de Macorís, Duarte, République dominicaine) est un joueur de champ intérieur des White Sox de Chicago de la Ligue majeure de baseball.

## Carrière
Hanser Alberto signe son premier contrat professionnel en novembre 2009 avec les Rangers du Texas. Il est nommé meilleur joueur défensif de l'organisation des Rangers en 2014 dans les ligues mineures.
Alberto fait des débuts remarqués dans le baseball majeur le 29 mai 2015 pour les Rangers du Texas avec un triple contre le lanceur Alexi Ogando des Red Sox de Boston pour premier coup sûr en carrière, un point produit et un point marqué. Il dispute 41 matchs des Rangers en 2015 et sa moyenne au bâton s'élève à ,222 avec 4 points produits. Il apparaît dans 35 matchs de l'équipe la saison suivante, mais ne peut fire mieux qu'une moyenne au bâton de ,143 avec 5 points produits.